# Parafia Świętej Trójcy w Rakowie
Parafia Świętej Trójcy w Rakowie – parafia rzymskokatolicka znajdująca się w diecezji sandomierskiej w dekanacie świętokrzyskim. Erygowana w 1646. Mieści się przy ulicy Kościelnej.

## Obiekty sakralne
- Kościół św. Trójcy w Rakowie
- Kościół św. Anny w Rakowie
- Kościół św. Andrzeja w Drogowlach

## Galeria zdjęć

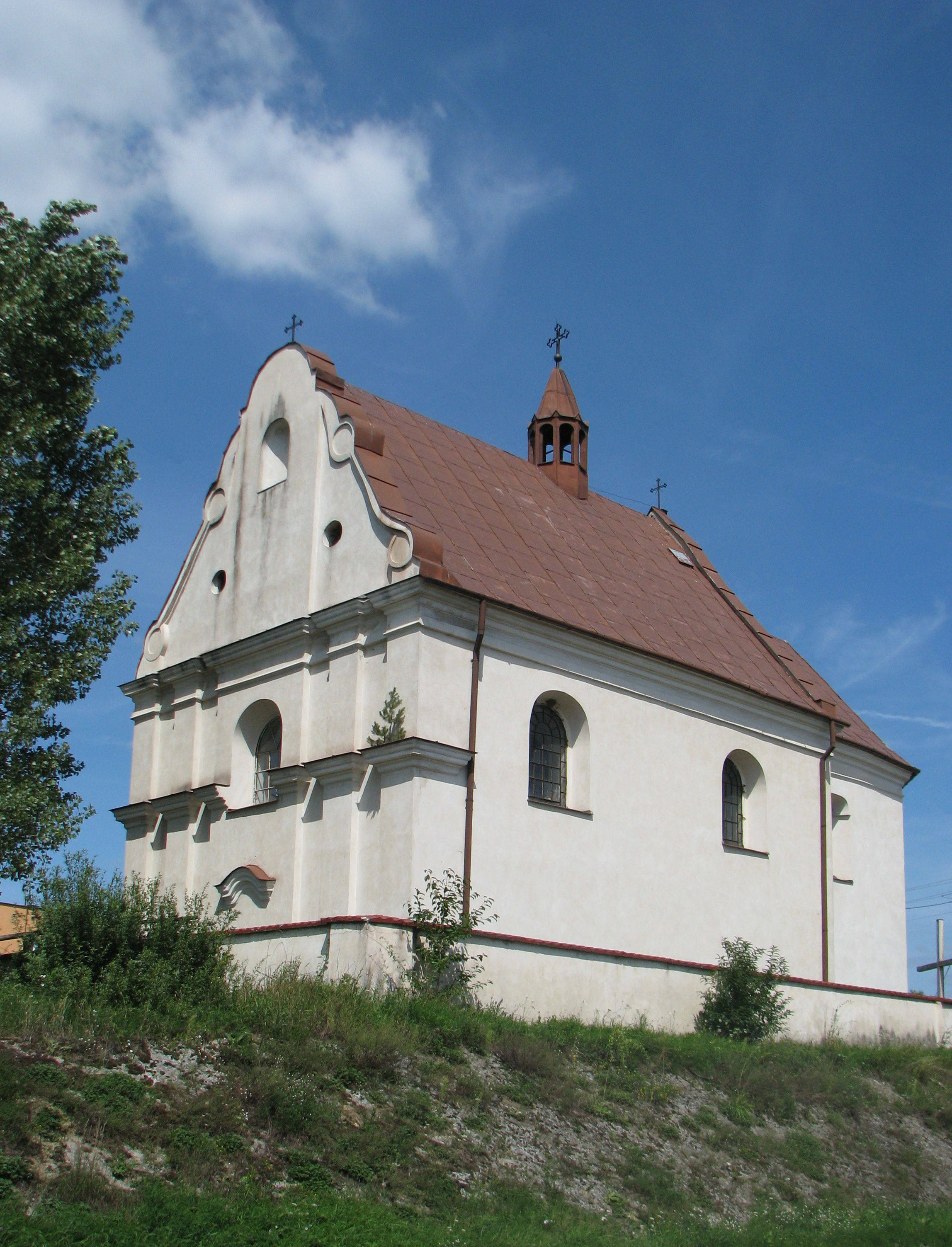
Kościół św. Anny w Rakowie
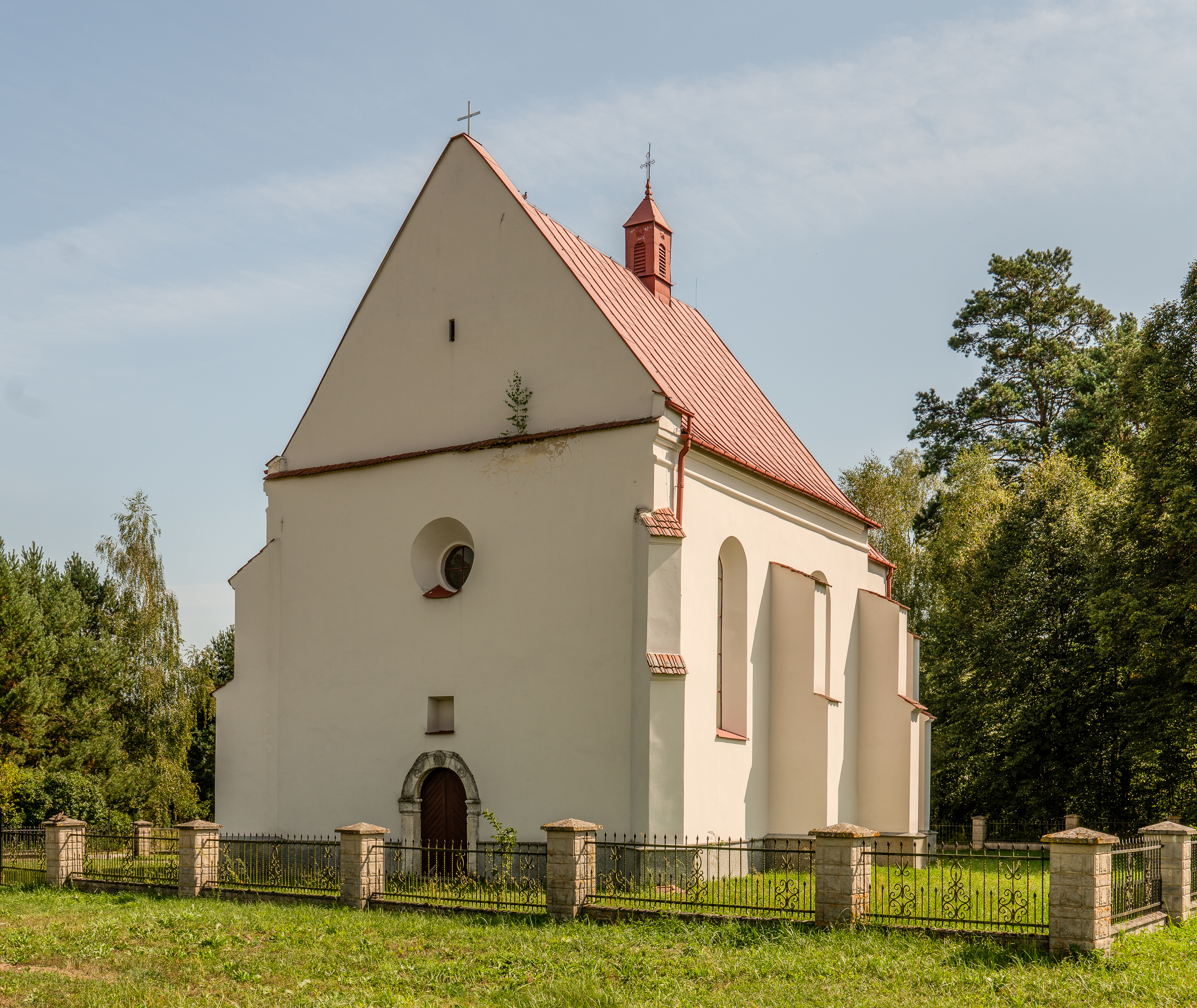
Kościół św. Andrzeja w Drogowlach